# Tabanus procallosus
Tabanus procallosus är en tvåvingeart som beskrevs av Lutz 1912. Tabanus procallosus ingår i släktet Tabanus och familjen bromsar. Inga underarter finns listade i Catalogue of Life.